# Тростянецкий сельский совет (Полтавский район)
Тростянецкий сельский совет (укр. Тростянецька сільська рада) — входит в состав
Полтавского района
Полтавской области
Украины.
Административный центр сельского совета находится в 
с. Великий Тростянец.

## Населённые пункты совета
- с. Великий Тростянец
- с. Буланово
- с. Высшие Ольшаны
- с. Квитковое
- с. Малый Тростянец
- с. Нижние Ольшаны
- с. Пожарная Балка
- с. Сапожино